# Katrin Krabbe
Katrin Krabbe, efter giftermål Katrin Krabbe-Zimmermann, född 22 november 1969 i Neubrandenburg i Bezirk Neubrandenburg i DDR (nuvarande Mecklenburg-Vorpommern i Tyskland), är en före detta tysk friidrottare som tillhörde världseliten i slutet av 1980-talet och i början av 1990-talet.

## Juniorkarriär
Krabbe började träna friidrott regelbundet som tolvåring och som sextonåring blev hon trea (200 meter) och fyra (100 meter) vid JVM i Aten 1986. Vid mästerskapet löpte Krabbe även andrasträckan i DDR:s stafettlag som vann silver bakom Förenta staterna. Senare samma år ingick Krabbe i det östtyska seniorlaget som vann 4 x 100 meter vid Europacupen i Gateshead på 41,87. Vid JVM två år senare i Sudbury i Ontario blev Krabbe silvermedaljör på 100 meter bakom landsmaninnan Diana Dietz. På 200 meter var rollerna omvända; Krabbe (22.34) vann en utklassningsseger före Dietz (22,88). DDR-laget med Grit Breuer, Krabbe, Dietz och Katrin Henke vann sedan stafetten över 4 x 100 meter klart före Kuba och Förenta staterna. Senare under säsongen kvalificerade sig Krabbe för OS 1988 efter att ha noterat makalösa 10,89 på 100 meter i Östberlin. Vid olympiaden blev Krabbe utslagen i semifinal på 200 meter (amerikanskan Florence Griffith-Joyner vann loppet på världsrekordtid) och fick inte plats i DDR:s stafettlag (som vann silver).

## Europamästarinna
Vid Europamästerskapen 1990 i Split i Jugoslavien dominerade DDR de kvinnliga löpgrenarna i allmänhet och Krabbe sprintgrenarna i synnerhet. Krabbe vann 100 meter på mästerskapsrekordet 10,89, övriga medaljer vanns av landsmaninnorna Silke Gladisch-Möller och Kerstin Behrendt. På 200 meter vann Krabbe guldet på 21,95 före europarekordinnehaverskan Heike Drechsler (22,19). I stafetten över 4 x 100 meter var DDR-laget (Gladisch-Möller, Krabbe, Behrendt och Sabine Günther) fullkomligt överlägset. Laget vann guldet på mästerskapsrekordtiden 41,68, nästan 1,5 sekund före Västtyskland. Detta var Krabbe och övriga östtyskors sista uppvisning i den blå DDR-dräkten, den 3 oktober 1990 uppgick DDR i Förbundsrepubliken Tyskland, varför Krabbe framdeles representerade Tyskland. EM-framgångarna renderade Krabbe flera utmärkelser, bland annat som Tysklands bästa kvinnliga idrottare.

## Världsmästarinna
Efter framgångarna i EM tillhörde Krabbe favoriterna i VM 1991 i Tokyo i Japan. Krabbe motsvarade alla högt ställda förväntningar i det återförenade Tyskland och vann både 100 meter (10,99) och 200 meter (22,09) före Gwen Torrence och Merlene Ottey. Tyskorna (Breuer, Krabbe, västtyskan Sabine Richter och Drechsler) klarade dock inte av att vinna stafetten; de fick nöja sig med bronsmedaljen bakom Jamaica och Sovjetunionen.

## Dopningsavstängning och skadestånd
I juni 1992 hittades hos henne och lagkamraten Grit Breuer substansen Clenbuterol. Medlet var ännu inte listat som dopingmedel men trots allt stängde världsfriidrottsorganisationen IAAF av henne på fyra års tid. I mars 1993 lindrades straffet till att gälla till 1994 men senare under 1993 fick hon, för "osportsligt uppträdande", straffet påökat igen så det gällde över VM i friidrott 1995. Till skillnad från Breuer (som snart återkom till världstoppen) godtog inte Krabbe avstängningen. Enligt domstolsutslag i München 1996 var avstängningen felaktig och 2001 tilldömdes Krabbe skadestånd om 1,2 miljoner D-mark för uteblivna prispengar och sponsorintäkter. IAAF överklagade domen men ingick 2002 en förlikning med Krabbe, där Krabbe erhöll en okänd summa pengar.

## Privatliv
Under den aktiva karriären mätte hon 182 cm och vägde 69 kg. Krabbe gifte sig med en Michael Zimmermann, som begick självmord 2015, och har med denne två söner.

## Personliga rekord
- 100 meter – 10,89
- 200 meter – 21,95